# Raspatorium

Raspatorium

Das Raspatorium oder Periostschaber ist ein chirurgisches Schabinstrument. 
Sein Arbeitsteil ist abgerundet, flach auslaufend und scharf angeschliffen. Mit dem Raspatorium lässt sich das Weichgewebe vom Knochen abschieben und das Periost (die Knochenhaut) abdrängen („Knochenschaber“). Dadurch wird das Operationsfeld für eine Aufklappung freigelegt.
Es wird auch in der Präparationstechnik verwendet, unter anderem auch, um Muskeln mit breitem Ansatz zu entfernen.